# Noyalo
Noyalo (tiếng Breton: Noaloù) là một xã ở tỉnh Morbihan trong vùng Bretagne tây bắc Pháp. Xã này có diện tích 4,93 km², dân số năm 1999 là 666 người. Khu vực này có độ cao từ 0-22 mét trên mực nước biển.
Cư dân của Noyalo danh xưng trong tiếng Pháp là Noyalais.